# Sarà perché ti amo
Singles de Ricchi e Poveri
E no, e no
(1980) M'innamoro di te (it)
(1981)
Sarà perché ti amo (prononcé : [saˈra perˈke ti ˈaːmo], ce qui signifie « Ça doit être parce que je t’aime ») est une chanson interprétée par le groupe de musique populaire italien Ricchi e Poveri en 1981.
Chanson culte et multigénérationnelle de la culture italienne, elle est régulièrement utilisée dans des contextes festifs et sportifs. Depuis les années 2010, elle est notamment reprise a cappella par les supporters de l'équipe de football du Milan AC avant chaque match au stade San Siro.

## Réception
La chanson est présentée à la 31e édition du Festival de Sanremo où elle termine cinquième. Elle est considérée comme un des plus grands succès de Ricchi e Poveri. Elle s'est vendue à 1 022 000 exemplaires en France et elle est 8e des ventes de l'année 1981.

## Adaptations

### Version étrangère
Ricchi e Poveri ont enregistré une version espagnole de cette chanson intitulée Sera porque te amo et figurant sur l'album : Me enamoro de ti. Les paroles de cette version ont été écrites par Luis Gòmez Escolar.

### Version de Karen Cheryl
En 1981, la chanson a été reprise en français par Karen Cheryl avec le nouveau titre Les nouveaux romantiques. Le single a vendu 400 000 disques et il est 27e des ventes de l'année 1981.

### Version de Collage
En 1991, la chanson a été reprise en français par le groupe québécois Collage avec le nouveau titre Je m’envole avec toi. Elle sort sur leur premier album Hasta la vista qui comporte plusieurs autres adaptations en français de succès de Ricchi e Poveri. Elle restera dans le palmarès de la chanson francophone au Québec pendant 17 semaines, atteignant la position #7.

### Version de Laban
En 1982, la chanson a été reprise en danois par le duo Laban sous le titre Hvor ska' vi sove i nat (litt : « Où allons-nous dormir ce soir ? », vendu à plus d'un million d'exemplaireset repris en 1994 par le groupe Discofil.

## Accusation de plagiat
En 2015, l'artiste Mika sort un album intitulé No Place in Heaven qui contient le titre Talk About You, lequel est rapidement accusé d'être un plagiat de la chanson Sarà perché ti amo du groupe italien Ricchi e Poveri.

## Classement
| Classement (1981) | Meilleure position |
| ----------------- | ------------------ |
| Allemagne         | 11                 |
| Autriche          | 7                  |
| Espagne           | 1                  |
| France            | 1                  |
| Italie            | 1                  |
| Suisse            | 2                  |

## Utilisation dans d'autres œuvres
Sauf indication contraire, les informations mentionnées dans cette section peuvent être confirmées par la base de données cinématographiques IMDb,  présente dans la section « Liens externes ».
Sarà perché ti amo figure dans la bande originale et parmi les musiques additionnelles des films, téléfilms et séries suivants :
- 1985[11] : L'Effrontée
- 2003[12] : Haute Tension
- 2010[13] : L'Italien
- 2012[14] : Les Vacances de Ducobu
- 2013 : Des gens qui s'embrassent
- 2014[15] : Astérix : Le Domaine des dieux
- 2015 : Braqueurs
- 2017 : Rock'n Roll de Guillaume Canet
- 2018 : Traqués de Ludovic Colbeau-Justin
- 2019 : Double je de Camille Pouzol
- 2020 : Le Discours de Laurent Tirard
- 2022 : Perché ti amo (court métrage) de Lili Carteron